# Sân bay Myitkyina

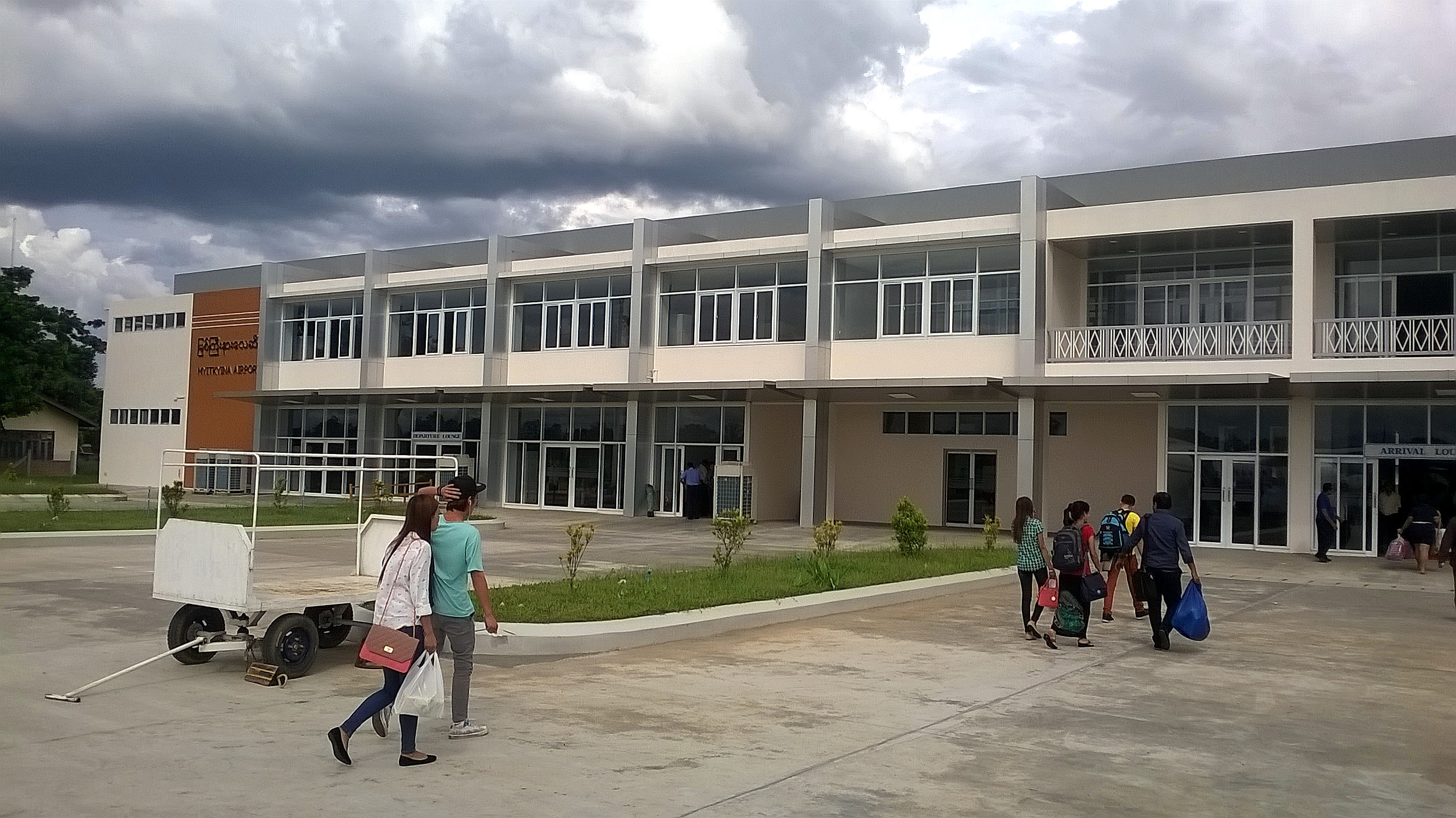
Nhà ga Sân bay Myitkyina

Sân bay Myitkyina là một sân bay ở Myitkyina, Myanmar (IATA: MYT, ICAO: VYMK). Sân bay này có 1 phi đạo dài 1859 m rải asphalt.

## Các hãng hàng không và các tuyến điểm
Hiện có các hãng hàng không sau hoạt động tại sân bay Myitkyina:
- Air Bagan (Mandalay, Putao)
- Myanmar Airways (Mandalay, Putao)